# タムラ・デイヴィス
タムラ・デイヴィス（英語: Tamra Davis、1962年1月22日 - ）は、アメリカ合衆国出身の映画監督。

## 略歴
1992年の『ガンクレイジー』で映画監督としてデビュー。近年は『アグリー・ベティ』、『マイ・ネーム・イズ・アール』、『グレイズ・アナトミー』といった人気シリーズの監督も手掛けている。
ビースティ・ボーイズのマイク・Dと1993年に結婚し、子供が二人いる。

## 主な監督作品
- ガンクレイジー Guncrazy (1992)
- アダム・サンドラーは ビリー・マジソン/一日一善 Billy Madison (1995)
- リスキーブライド/狼たちの絆 Best Men (1997)
- 誘惑の接吻 Skipped Parts (2000)
- ノット・ア・ガール Crossroads (2002)
- バスキアのすべて Jean Michel Basquiat: The Radiant Child (2010)

## 参照
1. ↑  https://www.imdb.com/name/nm0205542/bio/